# Planet Earth
| 전문가 평가          | 전문가 평가 |
| 총 점수              | 총 점수     |
| 출처                 | 점수        |
| -------------------- | ----------- |
| 메타크리틱           | 65/100      |
| 평가 점수            |             |
| 출처                 | 점수        |
| AllMusic             | [ 2 ]       |
| The A.V. Club        | B           |
| Entertainment Weekly | B+          |
| Los Angeles Times    | [ 5 ]       |
| NME                  | 6/10        |
| Pitchfork            | 4.8/10      |
| Robert Christgau     | [ 8 ]       |
| Rolling Stone        | [ 9 ]       |
| Slant Magazine       | [ 10 ]      |
| Spin                 | [ 11 ]      |

《Planet Earth》는 미국의 싱어송라이터 프린스의 서른두 번째 스튜디오 음반이다. 2007년 7월 15일 NPG 레코드를 통해 발매되었으며 영국에서는 《더 메일 온 선데이》 전국지와 함께 무료 커버마운트로 배포되었다. 이 음반은 전 세계에 배포되었다. 그의 새로운 제자 브리아 발렌테, 전 뉴 파워 제너레이션 멤버 마르바 킹, 소니 T., 마이클 블랜드, 실라 E., 전 더 레볼루션 멤버 웬디 & 리사의 기여가 특징이다. CD 패키지의 라이너 노트는 이 음반을 프린스 & 더 뉴 파워 제너레이션의 공으로 돌렸다. 이 음반은 첫 주에 96,000장이 팔리면서 미국 빌보드 200 차트에서 3위로 데뷔했다.

## 발매 및 홍보
2007년 6월 27일, 〈Future Baby Mama〉는 미국의 온라인 라디오 방송국을 통해 인터넷에 유출되었다. 첫 번째 싱글 〈Guitar〉는 버라이즌과 제휴하여 배포되었다. 2007년 9월 3일 한 주 동안 프린스는 프라하로 날아가 스페인에서 〈Somewhere Here on Earth〉 뮤직 비디오를 찍었다. 이 동영상은 공개되었지만 TV 채널 BET에서만 재생되었다.
처음에 프린스는 컬럼비아 레코드와 음반을 전 세계에 배포하기로 합의했다. 프린스와 컬럼비아는 이전에 2004년에 그의 《Musicology》 음반의 발매를 위해 팀을 이루었다. 그러나 프린스의 경영진은 2007년 7월 15일자 신문과 함께 《Planet Earth》를 무료 커버마운트 CD로 발매하기로 《더 메일 온 선데이》와 계약을 맺었다. 이 움직임은 영국 음반 가게들로부터 많은 비판을 받았고, 이는 컬럼비아가 전 세계에서 음반 발매에 영향을 받지 않았음에도 불구하고 영국에서 음반 배포를 거부하는 결과를 낳았다.
무료로 음반을 나눠주는 것은 프린스에게 새로운 일이 아니었다. 2004년, 그는 같은 이름의 투어 동안 모든 콘서트 관람객들에게 《Musicology》의 무료 사본을 주었다. 비슷하게, 《Planet Earth》 음반은 그의 2007년 런던 콘서트 티켓과 함께 주어졌다. 소니 BMG가 영국에서 음반을 배포하지 않기로 결정한 결과, 음반 가게 체인 HMV는 CD 대신 2007년 7월 15일판 《더 메일 온 선데이》를 재고할 것이라고 발표했고, "다음 주에 《더 메일 온 선데이》를 판매하는 것이 고객들이 프린스 음반을 이용할 수 있도록 하는 유일한 방법이 될 것이며, 궁극적으로 우리의 최우선 관심사가 되어야 한다"고 말했다. 2007년 7월 10일, 영국이 《더 메일 온 선데이》를 통해 공식 발매하기 며칠 전, 《Planet Earth》의 저품질 버전(스트림에서 녹화)이 인터넷에 유출되었다. 프린스는 라이선스 비용으로 460만 달러를 지불했지만, 그의 프로모션은 런던의 O2 아레나에서 진행된 21개의 쇼 콘서트를 매진시켜 총 2340만 달러의 수익을 얻었고, 따라서 1880만 달러의 이익을 얻었다.

## 곡 목록
모든 곡들은 프린스에 의해 작사/작곡하였다.
| #   | 제목                               | 재생 시간 |
| --- | ---------------------------------- | --------- |
| 1.  | 〈Planet Earth〉                   | 5:51      |
| 2.  | 〈Guitar〉                         | 3:45      |
| 3.  | 〈Somewhere Here on Earth〉        | 5:45      |
| 4.  | 〈The One U Wanna C〉              | 4:29      |
| 5.  | 〈Future Baby Mama〉               | 4:47      |
| 6.  | 〈Mr. Goodnight〉                  | 4:26      |
| 7.  | 〈All the Midnights in the World〉 | 2:21      |
| 8.  | 〈Chelsea Rodgers〉                | 5:41      |
| 9.  | 〈Lion of Judah〉                  | 4:10      |
| 10. | 〈Resolution〉                     | 3:40      |

## 인증
| 국가                       | 인증 | 판매량/출하량 |
| -------------------------- | ---- | ------------- |
| 스위스 (IFPI 스위스)       | 골드 | 15,000^       |
| ^출하량을 기반으로 한 인증 |      |               |